# Fagaropsis velutina
Fagaropsis velutina är en vinruteväxtart som beskrevs av René Paul Raymond Capuron. Fagaropsis velutina ingår i släktet Fagaropsis och familjen vinruteväxter. Inga underarter finns listade i Catalogue of Life.